# Maranatha
Maranatha  ili Marana tha (מרנא תא maranâ' thâ'  ili מרן אתא maran 'athâ' ) izraz je na aramejskom jeziku kojeg možemo tumačiti dvojako. Izraz su rabili vjerojatno rani kršćani.  
Tijekom ranokršćanskog razdoblja riječi Marana tha značila su očekivanje skorog povratka Isusa Krista nakon uzašašća. 
Pojavljuje se u Bibliji u 1. Kor 16,22. Moguća značenja su: "Naš Gospodin je došao" (maran atha), "Naš Gospodin će doći" ili − najvjerojatnije − "Gospodine naš, dođi!" (Marana tha).

## Vanjske poveznice
- Catholic Encyclopedia: Anathema
- Catechism of the Catholic Church

Pjesma Maranatha *